# Metisella aegipan
Metisella aegipan là một loài bướm ngày thuộc họ Bướm nhảy. Chúng được tìm thấy ở vùng núi Cape của Nam Phi và Zimbabwe.
Sải cánh dài 28–34 mm đối với con đực and 28–36 mm đối với con cái.

## Phụ loài
- Metisella aegipan aegipan (Nam Phi)
- Metisella aegipan inyanga Evans, 1955 (Zimbabwe)